# Pseudosphex steinbachi
Pseudosphex steinbachi är en fjärilsart som beskrevs av Rothschild 1911. Pseudosphex steinbachi ingår i släktet Pseudosphex och familjen björnspinnare. Inga underarter finns listade.